# Listă de comunități neîncorporate din statul Alabama

Harta densității populației statului
din SUA.

- Această pagină este o listă de zone de localități neîncorporate (în engleză unincorporated communities) din statul Alabama.

În statul Alabama, ca oriunde în Statele Unite localitățile neîncorporate (conform, unincorporated communities) nu sunt nici municipalități și nici localități încorporate.
- Vedeți și Listă de municipalități din statul Alabama.
  - Vedeți și Listă de orașe din statul Alabama.
  - Vedeți și Listă de târguri din statul Alabama.
  - Vedeți și Listă de sate din statul Alabama.

respectiv
- Vedeți și Listă de comitate din statul Alabama.
- Vedeți și Listă de comunități neîncorporate din statul Alabama.
- Vedeți și Listă de locuri desemnate pentru recensământ din statul Alabama.
- Vedeți și Listă de localități din statul Alabama.
- Vedeți și Listă de localități dispărute din statul Alabama.
- Vedeți și Listă de rezervații amerindiene din statul Alabama.

, Alabama|]], comitatul Escambia

## A
- Alma, comitatul Clarke
- Arkadelphia, comitatul Cullman
- Atwood, comitatul Franklin

## B
- Bankston, Alabama, comitatul Fayette
- Barnwell, comitatul Baldwin
- Bashi, comitatul Clarke
- Battleground, comitatul Cullman
- Bayside, comitatul Baldwin
- Belforest, comitatul Baldwin
- Beloit, comitatul Dallas
- Berlin, comitatul Cullman
- Bogue Chitto, comitatul Dallas
- Black Bottom, comitatul Cullman
- Blackwater, comitatul Baldwin
- Bladon Springs, comitatul Choctaw
- Bon Secour, comitatul Baldwin
- Booth, comitatul Autauga
- Bremen, comitatul Cullman
- Bromly, comitatul Baldwin
- Browns, comitatul Dallas
- Bug Tussle, comitatul Cullman

## C
- Campbell, comitatul Clarke
- Canoe, comitatul Escambia
- Carlowville, comitatul Dallas
- Clay City, comitatul Baldwin
- Comer, comitatul Barbour
- Crane Hill, comitatul Cullman
- Crossroads, comitatul Baldwin
- Crumptonia, comitatul Dallas

## D
- Dickinson, comitatul Clarke
- Dixonville, comitatul Escambia

## E
- Elamville, comitatul Barbour
- Elm Bluff, comitatul Dallas
- Elsanor, comitatul Baldwin

## F
- Fitzpatrick, comitatul Bullock
- Fort Morgan, comitatul Baldwin
- Freemanville, comitatul Escambia

## G
- Gainestown, comitatul Clarke
- Gasque, comitatul Baldwin
- Gosport, comitatul Clarke

## H
- Hopewell, comitatul Cleburne
- Houstonville, comitatul Baldwin
- Hubbertville, Alabama, comitatul Fayette

## I
- Inverness, comitatul Bullock

## J
- Jachin, comitatul Choctaw
- Josephine, comitatul Baldwin

## K
- , Alabama, comitatul Fayette

## L
- Liberty Hill, comitatele Cleburne și Etowah
- Liberty Hill, comitatul Franklin
- Lillian, comitatul Baldwin

## M
- Magnolia Beach, comitatul Baldwin
- Malbis, comitatul Baldwin
- Marion Junction, comitatul Dallas
- Marlow, comitatul Baldwin
- Miflin, comitatul Baldwin
- Minter, comitatul Dallas
- Montrose, comitatul Baldwin
- Morvin, comitatul Clarke
- Mount Andrew, comitatul Barbour
- Mount Sterling, comitatul Choctaw

## N
- Nokomis, comitatul Escambia

## O
- Oak, comitatul Baldwin
- Oyster Bay, comitatul Baldwin

## P
- Perdido, comitatul Baldwin
- Perdido Key, comitatul Baldwin
- Perote, comitatul Bullock
- Plantersville, comitatul Dallas
- Pleasant Hill, comitatul Dallas
- Pine Grove, comitatul Baldwin
- Pine Haven, comitatul Baldwin
- Pushmataha, comitatul Choctaw

## R
- Rabun, comitatul Baldwin
- Richmond, comitatul Dallas
- River Park, comitatul Baldwin
- Robjohn, comitatul Choctaw
- Romar Beach, comitatul Baldwin

## S
- Safford, comitatul Dallas
- Sardis, comitatul Dallas
- Seacliff, comitatul Baldwin
- Seminole, comitatul Baldwin
- Smut Eye, comitatul Bullock
- Spring Hill, comitatele Choctaw și Cullman
- Spring Hill, comitatul Escambia
- Stapleton, comitatul Baldwin
- Stockton, comitatul Baldwin
- Suggsville, comitatul Clarke
- Summerfield, comitatul Dallas
- Swift, comitatul Baldwin

## T
- Tallahatta Springs, comitatul Clarke
- Tensaw, comitatul Baldwin
- Thompson, comitatul Bullock
- Turkey Branch, comitatul Baldwin
- Tyler, comitatul Dallas

## W
- Walker Springs, comitatul Clarke
- Weeks Bay, comitatul Baldwin
- Whitehouse Fork, comitatul Baldwin
- Wilburn, comitatul Cullman

## X, Y și Z
- Yantley, comitatul Choctaw
- Yupon, comitatul Baldwin

## Vedeți și
- Borough (Statele Unite ale Americii)
- Cătun (Statele Unite ale Americii)
- Comitat (Statele Unite ale Americii)
- District civil (Statele Unite ale Americii)
- District desemnat (Statele Unite ale Americii)
- District topografic (Statele Unite ale Americii)
- Loc desemnat pentru recensământ (Statele Unite ale Americii)
- Localitate neîncorporată (Statele Unite ale Americii)
- Municipalitate (Statele Unite ale Americii)
- Oraș (Statele Unite ale Americii)
- Precinct (Statele Unite ale Americii)
- Rezervație amerindiană (Statele Unite ale Americii)
- Sat (Statele Unite ale Americii)
- Târg (Statele Unite ale Americii)
- Teritoriu neorganizat (Statele Unite ale Americii)
- Township (Statele Unite ale Americii)
- Zonă metropolitană (Statele Unite ale Americii)
- Zonă micropolitană (Statele Unite ale Americii)

respectiv
- Census county division
- Designated place, a counterpart in the Canadian census
- ZIP Code Tabulation Area

## Alte legături interne
- Categorie:Liste de comitate din Statele Unite ale Americii după stat
- Categorie:Liste de orașe din Statele Unite după stat
- Categorie:Liste de târguri din Statele Unite după stat
- Categorie:Liste de districte civile din Statele Unite după stat
- Categorie:Liste de sate din Statele Unite după stat
- Categorie:Liste de comunități neîncorporate din Statele Unite după stat
- Categorie:Liste de localități dispărute din Statele Unite după stat
- Categorie:Liste de comunități desemnate pentru recensământ din Statele Unite după stat
- Categorie:Liste de rezervații amerindiene din Statele Unite după stat
- Categorie:Liste de zone de teritoriu neorganizat din Statele Unite după stat

respectiv
- Statul Florida
- Liste de orașe din Statele Unite după stat
- Liste de orașe din Statele Unite
- Categorie:Orașe din Statele Unite ale Americii